# Маркетти, Стефано
Стефано Элиа Маркетти (итал. Stefano Elia Marchetti; 10 сентября 1839, Бергамо, Ломбардо-Венецианское королевство — 7 мая 1863, Хшанув, Королевство Галиции и Лодомерии, Австрийская империя) — итальянский военный, участник движения за объединение Италии в единое государство. Боец батальона «Альпийские охотники». Близкий соратник и адъютант Франческо Нулло.
Участник Польского восстания (1863—1864). Тяжело раненный в бою под Кшикавкой умер через 2 дня в Хшануве.

## Биография
Родился в Бергамо, Ломбардо-Венецианское королевство 10 сентября 1839 года в семье Винченцо Маркетти. В 1859 году присоединился к батальону «Альпийские охотники» под командованием генерала Джузеппе Гарибальди. Маркетти служил под непосредственным командованием полковника Франческо Нулло. Участник Экспедиции Тысячи. Отличился в боях в Калатафими, Палермо, Милаццо, Калабрии и Капуе.
В 1862 году взят в плен после боя при Аспромонте, однако вскоре был освобожден и присоединился к Франческо Нулло.

### Участие в восстании 1863—1864 годов
В 1863 году после начала Январского восстания 1863 года в Царстве Польском вместе с Франческо Нулло откликнулся на призыв солидарности распространенным Национальным правительством и в составе отряда добровольцев из 30 человек возглавляемого полковником Франческо Нулло отправился в регион охваченный восстанием. Нулло назначил Маркетти своим личным адъютантом и происвоил ему звание капитана.
3 мая 1863 года отряд пересек австро-российскую границу в районе Кшешовице и присоединился к польским мятежникам находящимся под командованием повстанческого полковника Юзефа Миневского. Однако уже 5 мая 1863 года отряд был разбит русскими войсками под командованием князя Шаховского в бою под Кшикавкой. Франческо Нулло был убит на поле боя. Стефано Маркетти получил тяжелые ранения и был эвакуирован бегущими с поля боя мятежниками в Хшанув, где и умер от ран спустя 2 дня. Похоронен там же 11 мая 1863 года .